# Liga Europejska w piłce siatkowej kobiet 2016
Liga Europejska siatkarek 2016 – 8. edycja imprezy siatkarskiej rozgrywana w dniach 3 czerwca–26 czerwca 2016 roku.

## System rozgrywek
W fazie grupowej wystąpi 12 drużyn podzielonych na 3 grupy. Do Final Four awansują najlepsze reprezentacje z każdej grupy oraz gospodarz.

## Uczestnicy
- Albania (46.)
- Azerbejdżan (11.)
- Białoruś (17.)
- Czarnogóra (29.)
- Francja (15.)
- Grecja (21.)
- Hiszpania (20.)
- Polska (8.)
- Rumunia (13.)
- Słowacja (19.)
- Słowenia (25.)
- Węgry (14.)

## Rozgrywki

### Faza grupowa

#### Grupa A
Tabela
| Lp. | Drużyna  | Pkt | Mecze | Mecze   | Mecze   | Sety | Sety | Sety  | Małe punkty | Małe punkty | Małe punkty |
| Lp. | Drużyna  | Pkt | M     | W (3:2) | P (2:3) | wyg. | prz. | ratio | zdob.       | str.        | ratio       |
| --- | -------- | --- | ----- | ------- | ------- | ---- | ---- | ----- | ----------- | ----------- | ----------- |
| 1   | Słowacja | 8   | 3     | 3 (1)   | 0 (0)   | 9    | 4    | 2.250 | 302         | 273         | 1.106       |
| 2   | Polska   | 6   | 3     | 2 (1)   | 1 (1)   | 8    | 6    | 1.333 | 309         | 313         | 0.987       |
| 3   | Białoruś | 3   | 3     | 1 (1)   | 2 (1)   | 6    | 8    | 0.750 | 309         | 304         | 1.016       |
| 4   | Albania  | 1   | 3     | 0 (0)   | 3 (1)   | 4    | 9    | 0.444 | 268         | 298         | 0.899       |

Źródło: cev.lu
Punktacja: 3:0 i 3:1 – 3 pkt; 3:2 – 2 pkt; 2:3 – 1 pkt; 1:3 i 0:3 – 0 pkt
1. większa liczba wygranych meczów; 2. liczba zdobytych punktów; 3. wyższy stosunek setów; 4. wyższy stosunek małych punktów; 5. mecze bezpośrednie.
     awans do Final Four
 Wyniki
 Hala Sportowo - Widowiskowa, Twardogóra, Polska
| Data  | Godz. | Drużyna 1 | Wynik | Drużyna 2 | 1     | 2     | 3     | 4     | 5     | Widzów | * |
| ----- | ----- | --------- | ----- | --------- | ----- | ----- | ----- | ----- | ----- | ------ | - |
| 03.06 | 17:00 | Polska    | 3:1   | Albania   | 21:25 | 25:16 | 27:25 | 27:25 |       | 350    |   |
| 03.06 | 20:00 | Białoruś  | 1:3   | Słowacja  | 19:25 | 26:24 | 22:25 | 24:26 |       | 80     |   |
| 04.06 | 15:30 | Albania   | 1:3   | Słowacja  |       | 22:25 | 25:19 | 17:25 | 19:25 | 70     |   |
| 04.06 | 18:30 | Polska    | 3:2   | Białoruś  | 22:25 | 18:25 | 27:25 | 26:24 | 17:15 | 410    |   |
| 05.06 | 15:30 | Albania   | 2:3   | Białoruś  | 25:17 | 25:22 | 11:25 | 23:25 | 10:15 | 90     |   |
| 05.06 | 18:30 | Słowacja  | 3:2   | Polska    | 25:22 | 25:18 | 24:26 | 19:25 | 15:8  | 550    |   |

 Ramazan Njala, Durrës, Albania
| Data  | Godz. | Drużyna 1 | Wynik | Drużyna 2 | 1     | 2     | 3     | 4     | 5     | Widzów | * |
| ----- | ----- | --------- | ----- | --------- | ----- | ----- | ----- | ----- | ----- | ------ | - |
| 17.06 | 15:00 | Słowacja  | 3:2   | Białoruś  | 25-23 | 25-21 | 19-25 | 15-25 | 15-8  |        |   |
| 17.06 | 18:00 | Albania   | 3:2   | Polska    | 23-25 | 25-21 | 31-29 | 18-25 | 15-13 |        |   |
| 18.06 | 15:00 | Białoruś  | 3:1   | Polska    |       | 25-23 | 25-22 | 22-25 | 25-18 |        |   |
| 18.06 | 18:00 | Słowacja  | 3:1   | Albania   | 22-25 | 25-23 | 25-18 | 25-22 |       |        |   |
| 19.06 | 15:00 | Polska    | 3:1   | Słowacja  | 25-21 | 26-24 | 13-25 | 25-22 |       |        |   |
| 19.06 | 18:00 | Białoruś  | 2:3   | Albania   | 25-22 | 22-25 | 25-17 | 25-27 | 9-15  |        |   |

#### Grupa B
Tabela
| Lp. | Drużyna     | Pkt | Mecze | Mecze   | Mecze   | Sety | Sety | Sety  | Małe punkty | Małe punkty | Małe punkty |
| Lp. | Drużyna     | Pkt | M     | W (3:2) | P (2:3) | wyg. | prz. | ratio | zdob.       | str.        | ratio       |
| --- | ----------- | --- | ----- | ------- | ------- | ---- | ---- | ----- | ----------- | ----------- | ----------- |
| 1   | Azerbejdżan | 15  | 5     | 5 (0)   | 0 (0)   | 15   | 2    | 7.500 | 413         | 323         | 1.279       |
| 2   | Czarnogóra  | 5   | 4     | 2 (1)   | 2 (0)   | 6    | 8    | 0.750 | 299         | 299         | 1.000       |
| 3   | Francja     | 4   | 4     | 1 (1)   | 3 (2)   | 7    | 11   | 0.636 | 364         | 379         | 0.960       |
| 4   | Hiszpania   | 3   | 5     | 1 (1)   | 4 (1)   | 7    | 14   | 0.500 | 400         | 475         | 0.842       |

Źródło: cev.lu
Punktacja: 3:0 i 3:1 – 3 pkt; 3:2 – 2 pkt; 2:3 – 1 pkt; 1:3 i 0:3 – 0 pkt
1. większa liczba wygranych meczów; 2. liczba zdobytych punktów; 3. wyższy stosunek setów; 4. wyższy stosunek małych punktów; 5. mecze bezpośrednie.
     awans do Final Four
 Wyniki
 Topolica, Bar, Czarnogóra
| Data  | Godz. | Drużyna 1   | Wynik | Drużyna 2   | 1     | 2     | 3     | 4     | 5     | Widzów | * |
| ----- | ----- | ----------- | ----- | ----------- | ----- | ----- | ----- | ----- | ----- | ------ | - |
| 03.06 | 17:00 | Azerbejdżan | 3:0   | Francja     | 25:9  | 25:23 | 26:24 |       |       | 150    |   |
| 03.06 | 20:00 | Czarnogóra  | 3:0   | Hiszpania   | 25:21 | 25:20 | 25:13 |       |       | 900    |   |
| 04.06 | 17:00 | Francja     | 2:3   | Hiszpania   |       | 24:26 | 22:25 | 25:14 | 25:16 | 80     |   |
| 04.06 | 20:00 | Azerbejdżan | 3:0   | Czarnogóra  | 25:21 | 25:23 | 25:22 |       |       | 900    |   |
| 05.06 | 17:00 | Hiszpania   | 1:3   | Azerbejdżan | 16:25 | 25:23 | 17:25 | 16:25 |       | 60     |   |
| 05.06 | 20:00 | Francja     | 2:3   | Czarnogóra  | 19:25 | 25:20 | 25:21 | 17:25 | 9:15  | 950    |   |

 Salle Colette Besson, Rennes, Francja
| Data  | Godz. | Drużyna 1   | Wynik | Drużyna 2   | 1     | 2     | 3     | 4     | 5     | Widzów | * |
| ----- | ----- | ----------- | ----- | ----------- | ----- | ----- | ----- | ----- | ----- | ------ | - |
| 10.06 | 15:00 | Czarnogóra  | 0:3   | Azerbejdżan | 12:25 | 21:25 | 19:25 |       |       | 200    |   |
| 10.06 | 18:00 | Francja     | 3:2   | Hiszpania   | 25:23 | 18:25 | 22:25 | 25:17 | 15:11 | 400    |   |
| 11.06 | 16:00 | Azerbejdżan | 3:1   | Hiszpania   |       | 25:14 | 25:19 | 14:25 | 25:17 | 200    |   |
| 11.06 | 19:00 | Czarnogóra  | :     | Francja     |       |       |       |       |       |        |   |
| 12.06 | 16:00 | Hiszpania   | :     | Czarnogóra  |       |       |       |       |       |        |   |
| 12.06 | 19:00 | Azerbejdżan | :     | Francja     |       |       |       |       |       |        |   |

#### Grupa C
Tabela
| Lp. | Drużyna  | Pkt | Mecze | Mecze   | Mecze   | Sety | Sety | Sety   | Małe punkty | Małe punkty | Małe punkty |
| Lp. | Drużyna  | Pkt | M     | W (3:2) | P (2:3) | wyg. | prz. | ratio  | zdob.       | str.        | ratio       |
| --- | -------- | --- | ----- | ------- | ------- | ---- | ---- | ------ | ----------- | ----------- | ----------- |
| 1   | Słowenia | 18  | 6     | 6 (0)   | 0 (0)   | 18   | 1    | 18.000 | 0           | 0           | MAX         |
| 2   | Grecja   | 9   | 5     | 3 (0)   | 2 (0)   | 9    | 7    | 1.286  | 0           | 0           | MAX         |
| 3   | Rumunia  | 6   | 6     | 2 (0)   | 4 (0)   | 6    | 12   | 0.500  | 0           | 0           | MAX         |
| 4   | Węgry    | 0   | 5     | 0 (0)   | 5 (0)   | 2    | 15   | 0.133  | 0           | 0           | MAX         |

Źródło: cev.lu
Punktacja: 3:0 i 3:1 – 3 pkt; 3:2 – 2 pkt; 2:3 – 1 pkt; 1:3 i 0:3 – 0 pkt
1. większa liczba wygranych meczów; 2. liczba zdobytych punktów; 3. wyższy stosunek setów; 4. wyższy stosunek małych punktów; 5. mecze bezpośrednie.
     awans do Final Four
 Wyniki
 Nyíregyháza
| Data  | Godz. | Drużyna 1 | Wynik | Drużyna 2 | 1     | 2     | 3     | 4     | 5 | Widzów | * |
| ----- | ----- | --------- | ----- | --------- | ----- | ----- | ----- | ----- | - | ------ | - |
| 03.06 | 16:00 | Grecja    | 3:0   | Rumunia   | 25:21 | 25:15 | 25:19 |       |   | 350    |   |
| 03.06 | 18:30 | Węgry     | 0:3   | Słowenia  | 21:25 | 17:25 | 24:26 |       |   | 2000   |   |
| 04.06 | 16:00 | Rumunia   | 0:3   | Słowenia  |       | 21:25 | 14:25 | 21:25 |   | 400    |   |
| 04.06 | 18:30 | Grecja    | 3:1   | Węgry     | 27:25 | 25:15 | 12:25 | 25:15 |   | 2100   |   |
| 05.06 | 17:30 | Słowenia  | 3:0   | Grecja    | 25:21 | 25:18 | 25:18 |       |   | 300    |   |
| 05.06 | 20:00 | Rumunia   | 3:0   | Węgry     | 27:25 | 25:22 | 25:16 |       |   | 1900   |   |

 Megalopolis
| Data  | Godz. | Drużyna 1 | Wynik | Drużyna 2 | 1     | 2     | 3     | 4     | 5 | Widzów | * |
| ----- | ----- | --------- | ----- | --------- | ----- | ----- | ----- | ----- | - | ------ | - |
| 09.06 | 17:30 | Słowenia  | 3:1   | Węgry     | 25:18 | 25:19 | 23:25 | 25:23 |   | 150    |   |
| 09.06 | 20:30 | Grecja    | 3:0   | Rumunia   | 25:17 | 25:20 | 25:20 |       |   | 800    |   |
| 10.06 | 17:30 | Węgry     | 0:3   | Rumunia   |       | 17:25 | 16:25 | 15:25 |   | 140    |   |
| 10.06 | 20:30 | Słowenia  | 3:0   | Grecja    | 25:21 | 25:13 | 25:23 |       |   | 820    |   |
| 11.06 | 18:00 | Rumunia   | 0:3   | Słowenia  | 17:25 | 18:25 | 13:25 |       |   | 110    |   |
| 11.06 | 21:00 | Węgry     | 0:3   | Grecja    | 14:25 | 17:25 | 21:25 |       |   | 800    |   |

### Faza finałowa
|  |           |            |           |            |   |            |       |       |
|  | Półfinały | Półfinały  | Półfinały |            |   | Finał      | Finał | Finał |
|  | Półfinały | Półfinały  | Półfinały |            |   | Finał      | Finał | Finał |
|  |           |            |           |            |   |            |       |       |
|  |           |            |           |            |   |            |       |       |
|  | 1         | brak flagi |           |            |   |            |       |       |
|  | 1         | brak flagi |           |            |   |            |       |       |
|  | 4         | brak flagi |           |            |   |            |       |       |
|  | 4         | brak flagi |           |            | 1 | brak flagi |       |       |
|  |           |            |           |            | 1 | brak flagi |       |       |
|  |           |            | 2         | brak flagi |   |            |       |       |
|  | 3         | brak flagi | 2         | brak flagi |   |            |       |       |
|  | 3         | brak flagi |           |            |   |            |       |       |
|  | 2         | brak flagi |           |            |   |            |       |       |
|  | 2         | brak flagi |           |            |   |            |       |       |
|  |           |            |           |            |   |            |       |       |

#### Półfinały
| Data  | Godz. | Drużyna 1   | Wynik | Drużyna 2 | 1     | 2     | 3     | 4     | 5     | Widzów | * |
| ----- | ----- | ----------- | ----- | --------- | ----- | ----- | ----- | ----- | ----- | ------ | - |
| 26.06 |       | Azerbejdżan | 3:1   | Grecja    | 25-23 | 25-21 | 23-25 | 25-19 |       |        |   |
| 22.06 |       | Słowenia    | 2:3   | Słowacja  | 25-16 | 18-25 | 24-26 | 25-17 | 15-12 |        |   |

#### Finał
| Data  | Godz. | Drużyna 1   | Wynik   | Drużyna 2 | 1 | 2 | 3 | 4 | 5 | Widzów | * |
| ----- | ----- | ----------- | ------- | --------- | - | - | - | - | - | ------ | - |
| 30.06 |       | Azerbejdżan | 3:0,3:1 | Słowacja  |   |   |   |   |   |        |   |

## Klasyfikacja końcowa
| Miejsce | Reprezentacja |
| ------- | ------------- |
| złoto   | brak flagi    |
| srebro  | brak flagi    |
| brąz    | brak flagi    |
| brąz    | brak flagi    |
| 5.      | brak flagi    |
| 6.      | brak flagi    |
| 7.      | brak flagi    |
| 8.      | brak flagi    |
| 9.      | brak flagi    |
| 10.     | brak flagi    |
| 11.     | brak flagi    |
| 12.     | brak flagi    |